# Dalavegur
Der Dalavegur ist eine Hauptstraße im Süden von Island.
Sie verbindet den Anleger der Fähre Herjólfur auf der Insel Heimaey mit dem dortigen Flughafen.
Am Fähranleger, der Básaskersbryggja, heißt die Straße Skildingavegur, dann innerorts zunächst Heiðarvegur, dann Strembugata, die im weiteren Verlauf zum Dalavegur wird und den Ort Heimaey verlässt.
Außerorts gilt hier eine Höchstgeschwindigkeit von nur 60 km/h, statt den sonst in Island erlaubten 90 km/h auf asphaltierten Straßen.
Die Straße ist nur knapp 2,5 km lang und hat in ihrem Verlauf 16 Kreuzungen oder Abzweigungen.
Die beiden anderen Nationalstraßen auf der Insel sind der Eldfellsvegur , 1,36 km, östlich des Ortes und der Stórhöfðavegur , 3,40 km, der fast bis zur Südspitze der Insel führt. Beides sind aber nur Nebenstraßen und zweigen nicht direkt vom Dalavegur ab.